# Eishockey-Europapokal
Der Europapokal war von 1965 bis 1996 der höchste Wettbewerb im europäischen Eishockey. Teilnahmeberechtigt waren in der Regel der Titelverteidiger und die Landesmeister der europäische Mitgliedsverbände der Internationalen Eishockey-Föderation IIHF. 
Rekordmeister war der HK ZSKA Moskau, welcher den Titel 20 Mal, von 1977/78 bis 1989/90 13 Mal in Folge, gewann. Alexei Kassatonow, Wjatscheslaw Fetissow und Wladislaw Tretjak sind mit jeweils 13 Erfolgen, alle in Diensten des HK ZSKA Moskau, die individuellen Rekordsieger des Europapokals. Kassatonow gelang es als einzigem Spieler der Geschichte seine 13 Titel in Serie zu erringen. Wladimir Krutow und Sergei Makarow hatten mit dem zentralen Armeesportklub zwölf Europapokalsiege errungen, bevor sie in der National Hockey League aktiv waren.
In der Saison 1995/96 wurde parallel zum Europapokal die European Hockey League ausgespielt, welche den Europapokal 1996/97 endgültig ablöste. Spätere Nachfolgewettbewerbe waren der IIHF European Champions Cup von 2005 bis 2008 und die Champions Hockey League in der Saison 2008/09 bzw. ab 2014. Für die Landesmeister der schwächeren IIHF-Verbände wurde 1996 der IIHF Continental Cup eingeführt.

## Modus
Zwischen 1965 und 1983 wurde der Europapokal in einem K.-o.-System mit Hin- und Rückspielen ausgespielt. Ab 1984 gab es Vorrunden und Finalrunde in Turnierform.

## Geschichte
Die Idee für diesen Wettbewerb stammte vom damaligen Co-Präsidenten des Deutschen Eishockey-Bundes Günther Sabetzki. Nachdem er am 29. Dezember 1964 erstmals die Einführung des Europapokals forderte, wurde beim IIHF-Kongress 1965 in Tampere (Finnland) die Austragung des Wettbewerbs beschlossen.
Am 23. Oktober 1965 startete der Wettbewerb mit 14 nationalen Meistern. Die ersten drei Austragungen gewann die tschechoslowakische Mannschaft TJ ZKL Brno. Allerdings fehlte in den ersten drei Spielzeiten ein Vertreter der spielstarken Sowjetunion. 1966/67 sollte ZSKA Moskau teilnehmen, zog aber kurzfristig zurück. Erst ab 1968 nahm der sowjetische Meister am Wettbewerb teil. In den folgenden 22 Jahren gewannen sowjetische Mannschaften 21 Mal den Wettbewerb.

## Titelträger und Platzierungen
In den Austragungen 1965/66 bis 1976/77 wurde kein 3. Platz ausgespielt.
| Jahr    |                          |                          |                                        |
| ------- | ------------------------ | ------------------------ | -------------------------------------- |
| 1965/66 | TJ ZKL Brno              | EV Füssen                | EC Klagenfurter AC Vålerenga IF Oslo   |
| 1966/67 | TJ ZKL Brno              | Ilves Tampere            | EC Klagenfurter AC ZSKA Moskau         |
| 1967/68 | TJ ZKL Brno              | ASD Dukla Jihlava        | SC Dynamo Berlin EC Klagenfurter AC    |
| 1968/69 | ZSKA Moskau              | EC Klagenfurter AC       | SC Dynamo Berlin TJ ZKL Brno           |
| 1969/70 | ZSKA Moskau              | Spartak Moskau           | Leksands IF ASD Dukla Jihlava          |
| 1970/71 | ZSKA Moskau              | ASD Dukla Jihlava        | Brynäs IF Gävle SG Cortina d’Ampezzo   |
| 1971/72 | ZSKA Moskau              | Brynäs IF Gävle          | SG Dynamo Weißwasser ASD Dukla Jihlava |
| 1972/73 | ZSKA Moskau              | Brynäs IF Gävle          | Düsseldorfer EG ASD Dukla Jihlava      |
| 1973/74 | ZSKA Moskau              | TJ Tesla Pardubice       | Tilburg Trappers                       |
| 1974/75 | Krylja Sowetow Moskau    | ASD Dukla Jihlava        | SG Dynamo Weißwasser HIFK Helsinki     |
| 1975/76 | ZSKA Moskau              | TJ Sokol Kladno          | Düsseldorfer EG Tappara Tampere        |
| 1976/77 | TJ Sokol Kladno          | HK Spartak Moskau        | Brynäs IF Gävle TPS Turku              |
| 1977/78 | ZSKA Moskau              | TJ Poldi SONP Kladno     | SC Dynamo Berlin                       |
| 1978/79 | ZSKA Moskau              | TJ Poldi SONP Kladno     | Porin Ässät                            |
| 1979/80 | ZSKA Moskau              | Tappara Tampere          | Slovan ChZJD Bratislava                |
| 1980/81 | ZSKA Moskau              | HIFK Helsinki            | TJ Poldi SONP Kladno                   |
| 1981/82 | ZSKA Moskau              | TJ Vítkovice             | SC Riessersee                          |
| 1982/83 | ZSKA Moskau              | ASD Dukla Jihlava        | Tappara Tampere                        |
| 1983/84 | ZSKA Moskau              | ASD Dukla Jihlava        | SC Dynamo Berlin                       |
| 1984/85 | ZSKA Moskau              | Kölner EC                | ASD Dukla Jihlava                      |
| 1985/86 | ZSKA Moskau              | Södertälje SK            | Sportbund DJK Rosenheim                |
| 1986/87 | ZSKA Moskau              | TJ VSŽ Košice            | Färjestad BK Karlstad                  |
| 1987/88 | ZSKA Moskau              | TJ Tesla Pardubice       | Tappara Tampere                        |
| 1988/89 | ZSKA Moskau              | TJ VSŽ Košice            | Kölner EC                              |
| 1989/90 | ZSKA Moskau              | TPS Turku                | Djurgårdens IF Stockholm               |
| 1990    | Djurgårdens IF Stockholm | Dynamo Moskau            | TPS Turku                              |
| 1991    | Djurgårdens IF Stockholm | Düsseldorfer EG          | HK Dynamo Moskau                       |
| 1992    | Malmö IF                 | HK Dynamo Moskau         | Jokerit Helsinki                       |
| 1993    | TPS Turku                | HK Dynamo Moskau         | Malmö IF                               |
| 1994    | Jokerit Helsinki         | HK Lada Toljatti         | TPS Turku                              |
| 1995    | Jokerit Helsinki         | Kölner EC                | HV 71 Jönköping                        |
| 1996    | HK Lada Toljatti         | MoDo Hockey Örnsköldsvik | Düsseldorfer EG                        |

## Teilnehmer nach Ländern
In Klammern: Anzahl der Teilnahmen
| Belgien - CPL Super Nendaz Lüttich (1) Bulgarien - ZSKA Sofia (10) - Spartak-Lewski Sofia (6) - Slawia Sofia (3) - Metalurg Pernik (2) Dänemark - Gladsaxe SF Kopenhagen (5) - KSF Kopenhagen (5) - Rødovre IK (3) - Herning IK (3) - Esbjerg IK (2) - Vojens IK (2) - Aalborg BK (1) DDR - SC Dynamo Berlin (15) - SG Dynamo Weißwasser (10) BR Deutschland - Kölner EC (6) - EV Füssen (5) - Düsseldorfer EG (5) - SB Rosenheim (3) - SC Riessersee (2) - Berliner SC (2) - EV Landshut (2) - EC Bad Tölz (1) - Mannheimer ERC (1) Finnland - Tappara Tampere (8) - HIFK Helsinki (5) - TPS Turku (4) - Ässät Pori (4) - Ilves Tampere (3) - Jokerit Helsinki (1) - Kärpät Oulu (1) | Frankreich - Chamonix Hockey Club (9) - SHC Saint Gervais (3) - GS Grenoble (2) - Gap Hockey Club (2) - Mont-Blanc HC (2) - HC Rouen (2) - CS Megève (1) - ASG Tours (1) Griechenland - Aris Saloniki (1) Großbritannien - Durham Wasps (3) - Dundee Rockets (2) - Murrayfield Racers (1) - Cardiff Devils (1) - Manchester Storm (1) Israel - HC Bat Yam (1) Italien - SG Cortina d’Ampezzo (10) - HC Bozen (8) - HC Gherdëina (4) - HC Varese (3) - HC Milano Saima (2) - HC Milano 24 (1) - HC Devils Milano (2) - HC Meran (1) Jugoslawien - HK Jesenice (15) - HK Olimpija Ljubljana (8) - KHL Medveščak Zagreb (3) - HK Partizan Belgrad (2) Luxemburg - Hiversport Luxembourg (1) - Tornado Luxembourg (1) | Niederlande - Feenstra Flyers Heerenveen (7) - Tilburg Trappers (6) - Panda’s Rotterdam (3) - Vissers Nijmegen (2) - Amstel Tijgers Amsterdam (1) - GIJS Groningen (1) - Langhout Utrecht (1) Norwegen - Vålerenga IF Oslo (11) - Stjernen Frederikstad (2) - IL Manglerud/Star Oslo (2) - IL Sparta Sarpsburg (2) - Hasle-Løren IL Oslo (2) - SK Frisk Asker (1) - Furuset IF Oslo (1) Österreich - EC Klagenfurter AC (19) - VEU Feldkirch (4) - EC Villacher SV (3) - ATSE Graz (2) - EV Innsbruck (1) - Wiener EV (1) Polen - Podhale Nowy Targ (8) - Polonia Bytom (5) - Zagłębie Sosnowiec (3) - Gornik KS Katowice (2) - Legia Warschau (1) Rumänien - Steaua Bukarest (9) - Dinamo Bukarest (1) - HK Bukarest (1) Schweden - Brynäs IF Gävle (9) - Djurgårdens IF Stockholm (5) - Leksands IF (4) - AIK Stockholm (2) - Färjestad BK Karlstad (2) - MoDo AIK Örnsköldsvik (1) - Skellefteå AIK (1) - Södertälje SK (1) - IF Björklöven Umeå (1) - HV 71 Jönköping (1) | Schweiz - SC Bern (7) - HC La Chaux-de-Fonds (6) - HC Lugano (4) - EHC Biel (3) - EHC Arosa (2) - HC Davos (2) - Zürcher SC (1) - EHC Kloten (1) Spanien - CH Casco Viejo Bilbao (4) - CH Txuri Urdin San Sebastián (3) - CH Jaca (2) - CG Puigcerdà (1) Tschechoslowakei - ASD Dukla Jihlava (11) - TJ Poldi SONP Kladno (5) - TJ ZKL Brno (3) - TJ Tesla Pardubice (3) - TJ VSZ Košice (2) - TJ Vítkovice (1) - Slovan ChZJD Bratislava (1) - HC Sparta Prag (1) - CHZ Litvínov (1) Türkei - Büyükşehir Belediyesi Ankara SK (3) Ungarn - Újpesti Dózsa Budapest (10) - Ferencváros Budapest (11) - Alba Volán Székesfehérvár (2) - Lehel HC Jászberény (1) UdSSR - ZSKA Moskau (21) - Spartak Moskau (3) - Dynamo Moskau (2) - Krylja Sowetow Moskau (1) |